# Gilberto Torres
Gilberto Torres Morales  fue una de las grandes figuras del futbol peruano en los años 1940 y 1950. Formó parte de equipos históricos como Universitario de Deportes. Tuvo un paso por Colombia en la época del Dorado.

## Trayectoria
Nacido en 1928 en la tierra fértil de Trujillo, se mudó a Lima a los 3 años junto a su familia.
Dejó el futbol y se asimiló a ser cantante de tangos. Tuvo programa en Radio Selecta.

## Selección Peruana
Fue internacional con la selección de fútbol de Perú en el Campeonato Panamericano de Fútbol realizado en Chile en 1952.

## Clubes
| Club                      | País     | Año         |
| ------------------------- | -------- | ----------- |
| KDT Nacional              | Perú     | 1945        |
| Universitario de Deportes | Perú     | 1946 - 1949 |
| América de Cali           | Colombia | 1950 - 1951 |
| Universitario de Deportes | Perú     | 1951 - 1955 |
| Atlético Chalaco          | Perú     | 1956        |

## Estadísticas
| Club                | Año                 | Partidos | Goles |
| ------------------- | ------------------- | -------- | ----- |
| KDT Nacional        | 1945                | --       | 6     |
| Total               | Total               | --       | 6     |
| Universitario       | 1946                | 14       | 6     |
| Universitario       | 1947                | 13       | 5     |
| Universitario       | 1948                | 21       | 8     |
| Universitario       | 1949                | 16       | 7     |
| Total               | Total               | 64       | 26    |
| América de Cali     | 1950                | 27       | 14    |
| América de Cali     | 1951                | --       | --    |
| Total               | Total               | 27       | 14    |
| Universitario       | 1951                | 15       | 3     |
| Universitario       | 1952                | 13       | 2     |
| Universitario       | 1953                | 9        | 1     |
| Universitario       | 1954                | 17       | 3     |
| Universitario       | 1955                | 1        | 0     |
| Total               | Total               | 55       | 9     |
| Total en su carrera | Total en su carrera | 146      | 55    |

## Palmarés

### Campeonatos nacionales
| Título           | Club          | País | Año  |
| ---------------- | ------------- | ---- | ---- |
| Primera División | Universitario | Perú | 1946 |
| Primera División | Universitario | Perú | 1949 |